# Jakobsbergs sporthall

Jakobsbergs sporthall ligger i Jakobsberg i Järfälla kommun, Stockholms län. Hallen är hemmaplan för bland annat Järfälla Basket, Järfälla IBK och Barkarby Jujutsuklubb.
Arenan består av tre sporthallar, en a-hall en b-hall och en c-hall. A-hallen tar ca 1 100 personer efter en ombyggnad gjord sommaren och hösten 2009 (tidigare tog a-hallen ungefär 800 åskådare, vilket är det tidigare, och nuvarande publikrekordet för innebandy i hallen)
Arenan stod klar 1967. Järfälla basket bildades 1973. 1981 debuterade Järfälla baskets herrlag i högsta serien, Elitserien. Damlaget gick upp året efter. Vid bildandet av Basketligan blev Jakobsbergs sporthall hemmaplan för samarbetet JB Knights där Järfälla basket och Blackeberg basket gått samman med en gemensam elitsatsning. JB Knights lades ner 1994 och verksamheten kom att inorganiseras i 08 Alvik Stockholm Human Rights. Idag spelar Järfälla Baskets damlag i BasketLigan. 
1996 började IBK Järfällas herrlag, bildad 1983, att spela i hallen. Damlaget spelade i hallen 2005 - 2007. Sommaren 2009 renoverades arenan varvid kapaciteten på läktaren höjdes från 800 till 1 100.
Den innebandyspelare som gjort mest poäng i hallen är Joakim Lindström som har gjort hela 345 poäng mellan 1995/96 och 2007/08. Det är ett snitt på 38,33 poäng /säsong alltså 1,3 poäng per match.